# Riomeh
Das Riomeh war eine japanische Masseneinheit (Gewichtsmaß). Es wurden damit Drogen gemessen.
- 1 Riomeh = 4 Monmeh/Meh = 15,12 Gramm
  - 100 Monmeh = 1 Hiakumeh/Fiakmeh = 378 Gramm
  - 1 Monmeh = 10 Fung = 100 Ring = 1000 Mo = 3,77994 Gramm[1]